# Euchlaena serrata
Euchlaena serrata là một loài bướm đêm trong họ Geometridae.